# Schlußnig
Schlußnig je naselje v Občini Berg im Drautal v Okraju Špital ob Dravi  na Koroškem v Avstriji.